# Shaolin Sándor Liu
Shaolin Sándor Liu (chiń. 刘少林; pinyin Liú Shàolín; ur. 20 listopada 1995 w Budapeszcie) – węgierski łyżwiarz szybki, specjalizujący się w jeździe na torze krótkim. Wielokrotny medalista mistrzostw Europy oraz świata; mistrz olimpijski z Pjongczangu (2018) w konkurencji sztafet.

## Życiorys
Shaolin urodził się w 1995 roku w Budapeszcie jako syn Chińczyka i Węgierki. Trzy lata później na świat przyszedł jego brat Shaoang, wraz z którym zaczął uprawiać pływanie. Obaj bracia porzucili jednak tę dyscyplinę z uwagi na częste przeziębienia. Od 2006 Shaolin i Shaoang zaczęli uprawiać short track.
W 2013 w Warszawie podczas mistrzostw świata juniorów Shaolin zdobył swój pierwszy medal – był to brąz w konkurencji 1000 m. W kolejnym roku, również podczas zawodów juniorskich, tym razem w tureckim Erzurum, Shaolin zdobył złoto w sprinterskiej konkurencji (500 m) oraz brązowe medale w wieloboju i na 1000 m.
Shaolin jest wielokrotnym medalistą mistrzostw świata, jego najlepszym wynikiem na tej imprezie jest złoty medal w Seulu w 2016 na 500 m. Bardzo często stawał także na podium mistrzostw Europy, zwyciężając m.in. na 1000 m w Turynie 2017.
Trzykrotnie zajmował miejsca na podium klasyfikacji generalnej Pucharu Świata (na różnych dystansach w sezonach 2016/17 oraz 2017/18). Dwa razy reprezentował Węgry na zimowych igrzyskach olimpijskich – w Soczi oraz Pjongczangu. Z Korei Południowej przywiózł złoty medal w konkurencji męskiej sztafety na 5000 m. Było to pierwsze złoto w historii występów Węgier na zimowych igrzyskach olimpijskich.
Na Igrzyskach w Pekinie awansował do finału short tracku na 1000 i dojechał pierwszy do mety, ale został zdyskwalifikowany.

## Życie osobiste
Od października 2015 do 2018 roku Shaolin pozostawał w związku ze szkocką łyżwiarką Elise Christie.